# الغواصة الألمانية يو-292
غواصة يو-292 غواصة يو بوت ألمانية من غواصة الفئة السابعة سي/41[*] بنيت لسلاح بحرية ألمانيا النازية كريغسمارينه، في أحواض بريمر فولكان خلال الحرب العالمية الثانية.